# Juan Arenales
Juan Arenales, argentinski general, * 13. junij 1770, † 4. december 1831.